# موزه دولتی روسیه

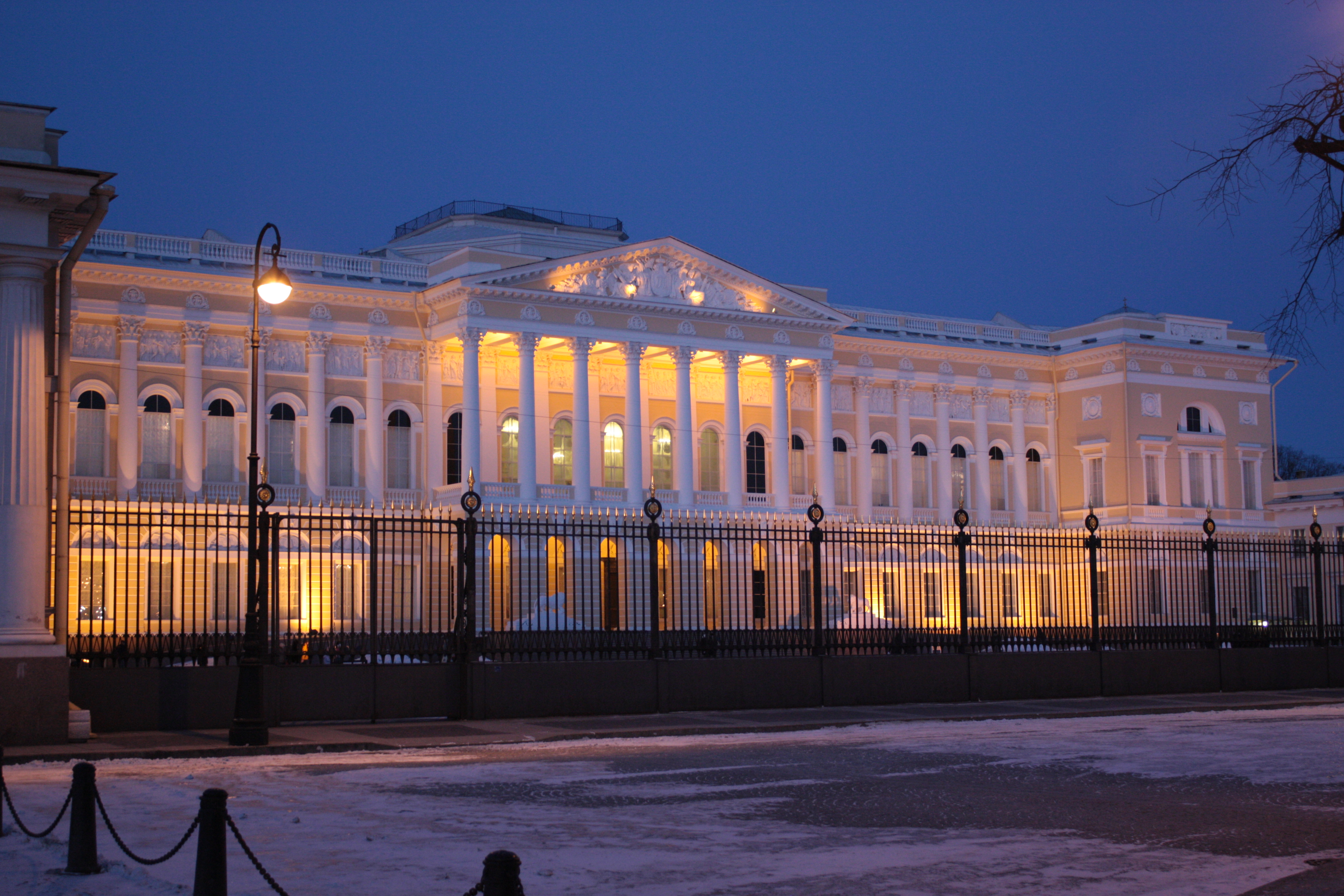
ورودی کاخ قدیمی میخائیلفسکی دارای دو شیر مدیچی

موزهٔ دولتی روسیه (به زبان روسی: Государственный Русский музей) که در گذشته به نام «موزهٔ اعلاحضرت الکساندر سوم روسیه» (به زبان روسی: Русский Музей Императора Александра III) بود بزرگترین مرکز نگهداری هنرهای زیبا در سن پترزبورگ است. همچنین این موزه، بزرگترین موزه در کل کشور روسیه است.
می‌توان از موزه دولتی روسیه به عنوان گنجینه ای در قلب تاریخی سن پترزبورگ نام برد، موزه ای که از بزرگترین مجموعه هنری روسیه در مجموعه ای شگرف با معماری منحصربه فرد محافظت می‌کند.
این موزه در ۱۳ آوریل ۱۸۹۵ در پی فرمانروایی نیکلای دوم برای یادبود پدرش، الکساندر سوم تأسیس شد. آثار هنری موجود در موزه از کارهای هنری موجود در موزه ارمیتاژ، کاخ الکساندر و آکادمی سلطنتی هنر بود. پس از انقلاب ۱۹۱۷ روسیه بسیاری از مجموعه‌های شخصی، ملی اعلام شد و به موزهٔ دولتی روسیه منتقل شد که از آن جمله می‌توان به مربع سیاه کازیمیر ماله‌ویچ اشاره کرد.

## تاریخچه
موزه دولتی روسیه به عنوان اولین موزه هنری روسیه به دستور امپراتور الکساندر سوم تأسیس شد، اما بعد از آن در سال سال ۱۸۹۵ امپراتور نیکلای دوم دستور استقرار بنایی منحصربه فرد به نام موزه روسی الکساندر سوم را امضا نمود و تمام وظایف کاخ مایخولوفسکی با تمام ساختمان‌های اطرافش، خدمات و باغ به صورت انحصاری توسط خزانه دولت به آن محول شد. در ماه مه همان سال بازسازی فضای داخلی کاخ برای نگهداری از مجوعه‌های هنری به معماری به‌نام سویین (Svinyin) محول شد.
افتتاح رسمی موزه ملی روسیه در نوزدهم مارس سال ۱۸۹۸ انجام گرفت و مجموعه ای از موضوعات و کارهای هنری که از کاخ زمستان، گاتچینا و الکساندر، آکادمی هنر و موزه ارمیتاژ به این موزه آورده شدند. همچنین مجموعه‌های هنری اختصاصی به این موزه اهدا شد.

## مجموعه موزه

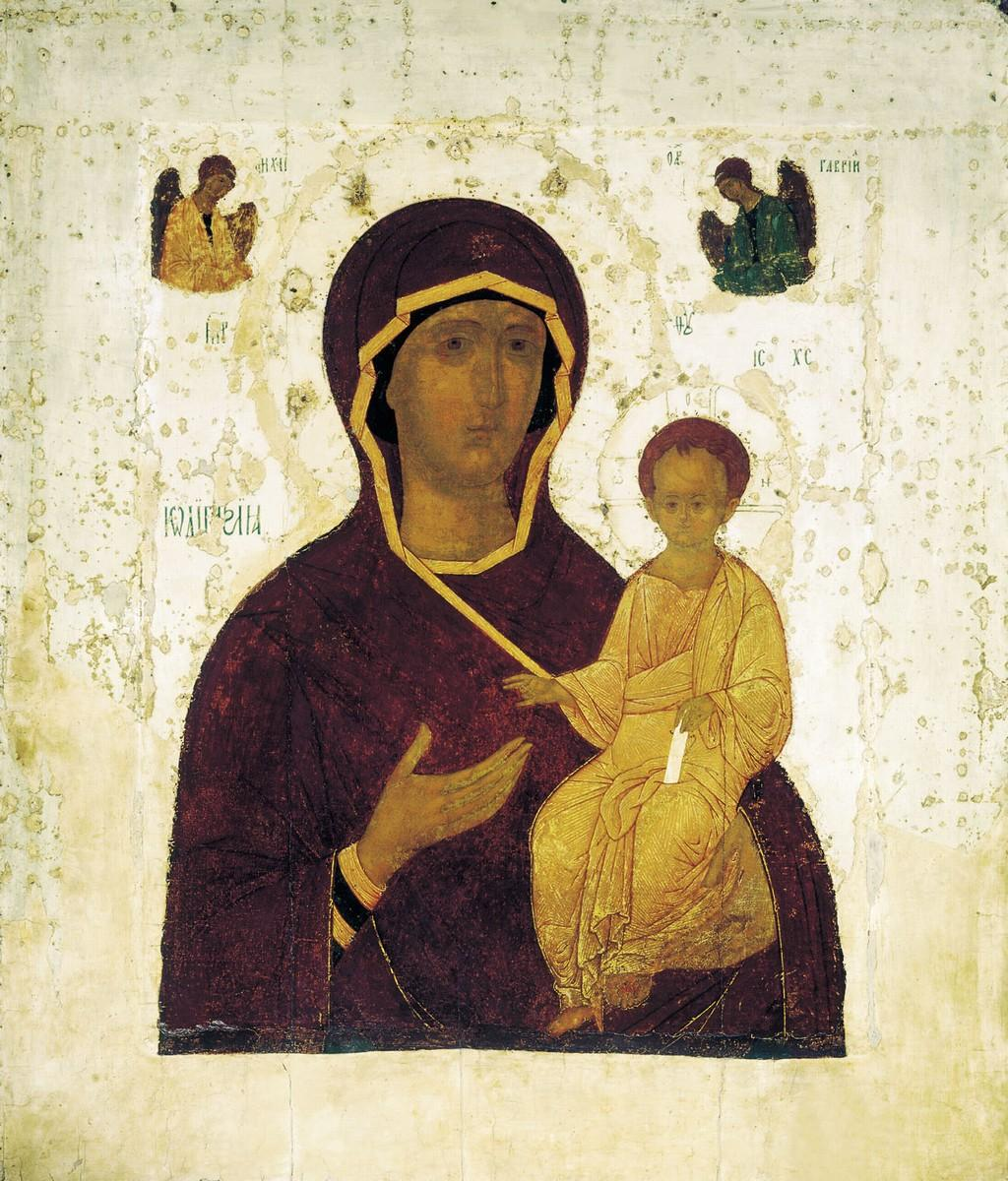
تابلویی در موزهٔ دولتی روسیه

ساختمان موزه، کاخی است که در ۱۸۱۹ تا ۱۸۲۵ ساخته شد. معماری این کاخ به دلیل داشتن سالن‌های رقص (باله) فراوان مشهور است. در معماری این موزه به معماری ایتالیایی هم توجه شده‌است.
امروزه این موزه مجموعه‌ای متشکل از بیش از ۴۰۰ هزار اثر هنری از هنرمندان روسی را در دل خود جای داده و محلی دوست داشتنی و محبوب در بین علاقه‌مندان به هنر به‌شمار می‌رود. مجموعه ای با قدمت بیش از ۱۰۰۰ سال.
این موزه در مجتمعی به مساحت ۳۰ هکتار قرار گرفته، مجتمعی که میزبان دیگر بناهای جاودانه مربوط به قرن هجدهم و نوزدهم نظیر میخائیلوفسکی (Mikhailovsky)، اِستراگانوف (Stroganov)، کاخ‌های مرمر (Marble Palaces) و قلعه میخائیلوفسکی (Mikhailovsky Castle) است. همچنین باغ میخائیلوفسکی (Mikhailovsky Garden)، باغ تابستانی (Summer Garden)، باغ تابستانی پتر اول و کلبه پتر کبیر (Cabin of Peter the Grea) نیز جزوی از مجموعه این موزه به‌شمار می‌روند. موزه دولتی روسیه امروزه به عنوان یکی از پیشرفته‌ترین مجموعه‌های هنری، یک مرکز تحقیق، حفاظت و مطالعه نقش مهمی را در نظارت بر کار همه موزه‌های هنری جهان ایفا می‌کند.

## مجموعه اصلی در کاخ میخائیلوفسکی
می‌توان از موزه دولتی روسیه به عنوان گنجینه ای قابل توجه از هنرهای ملی نام برد که پیشرفت هنرهای تجسمی روسیه را از منشأ آن در پرتره از چهره یک شخصیت دینی مقدس وابسته به روم شرقی تا تجربه‌های متفاوت پیشرو یا آوانگارد (avant-garde) در اوایل قرن بیستم همزمان با انفجار ناگهانی هنرهای روسی در صحنه‌های بین‌المللی را به نمایش می‌گذارد.

## مجموعه‌های قصر مرمر
این موزه میزبان یکی از جالب‌ترین نمایشگاه‌های دائمی موزه دولتی روسیه و دو مجموعه موقتی است. یکی از مجموعه‌ها مربوط به آثار اهدا شده به موزه در دهه ۱۹۹۰ توسط برادران ارژفسکی (Rzhevskiy)، یعقوب (Yakov) و یوسف (Iosef) است. اهدا کنندگانی که موفق به ساخت یکی از ماندگارترین مجموعه‌ها از آثار نقاشانی پرآوازه در اواخر قرن نوزدهم و اوایل قرن بیستم شده‌اند. این مجموعه بیش از ۵۰۳ قطعه هنری نظیر نقاشی، طراحی و آثار با ارزش هنری مانند ساعت‌های چینی و عتیقه را در دل خود جای داده‌است.

## مجموعه‌های قصر اِستراگانوف
قصر استراگانف (Stroganov Palace Collections) در سال ۱۹۸۹ به موزه روسیه اضافه شد، ساختمانی تاریخی که به دستور امپراتریس الیزابت و با هنر معمار به نام فرانچسکو بارتولومئو راسترلی (Bartholomeo Rastrelli) طراحی و بنا گردید. می‌توان از خانواده استراگانوف به عنوان یکی از خانواده‌های برجسته روسیه نام برد، خاندانی که نه تنها نقش بسیار مهمی در تاریخ روسیه ایفا کردند بلکه در شکل‌گیری طبقه اشرافی و فرهنگی نقشی اساسی داشتند. این کاخ با هدف حفظ معماری اولیه و پرافتخارش در اواخر قرن هجدهم و اویل قرن نوزدهم مرتب تحت فرایندها نوسازی و مراقبت تدریجی توسط موزه روسیه قرار گرفت.

## مجموعه‌های قلعه میخائیلوفسکی
از سال ۱۹۵۴ که قلعه میخائیلوفسکی (Mikhailovsky Castle) به عضوی از خانواده موزه روسیه تبدیل شد، افتخار میزبانی تعداد بی‌شماری از مجموعه‌های هنری دوران مختلف به‌ویژه سده‌های هجدهم و نوزدهم را در کارنامه‌اش ثبت نمود. با توجه به اتمام پروژه نوسازی قلعه انتظار می‌رود که فضای کافی برای استفاده خانه مجسمه در ساختمان وجود داشته باشد. کلکسیون اصلی مجسمه‌های این مجموعه بیش از ۱۰۰ آثار هنرمندانه از مجسمه سازان روسی سده‌های هجدهم تا بیستم میلادی را در دل خود جای داده. سیستم راهنمای کامپیوتری این نمایشگاه بسیار دقیق و با سطح کیفی عالی سازماندهی شده‌است.
نزدیک‌ترین ایستگاه مترو به این موزه ایستگاه مترو گوستینی دور (Gostiny Dvor) و خیابان نوسکی (Nevsky pr) است.

## نگارخانه

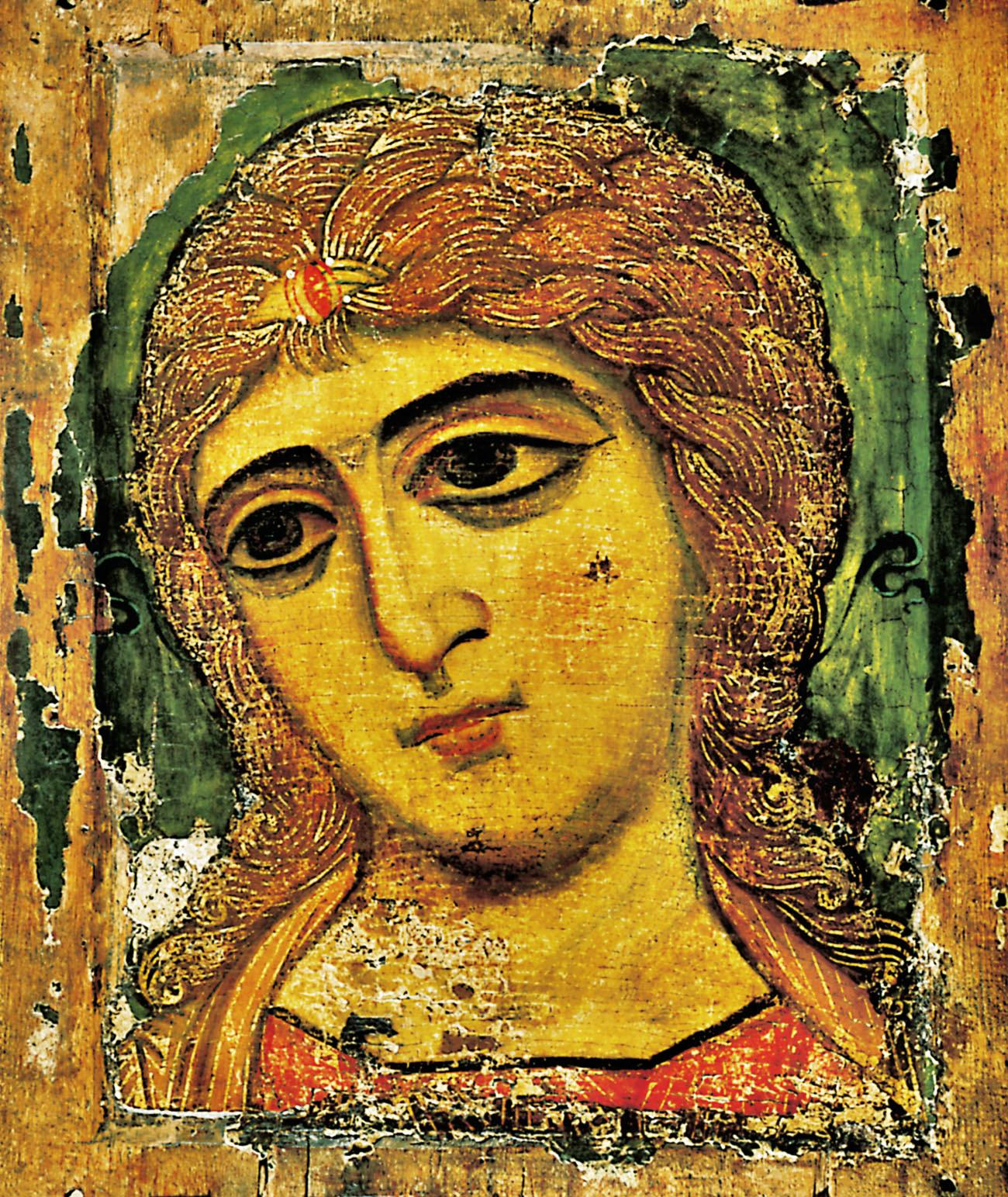
فرشته با موهای طلایی (سدهٔ دوازدهم)
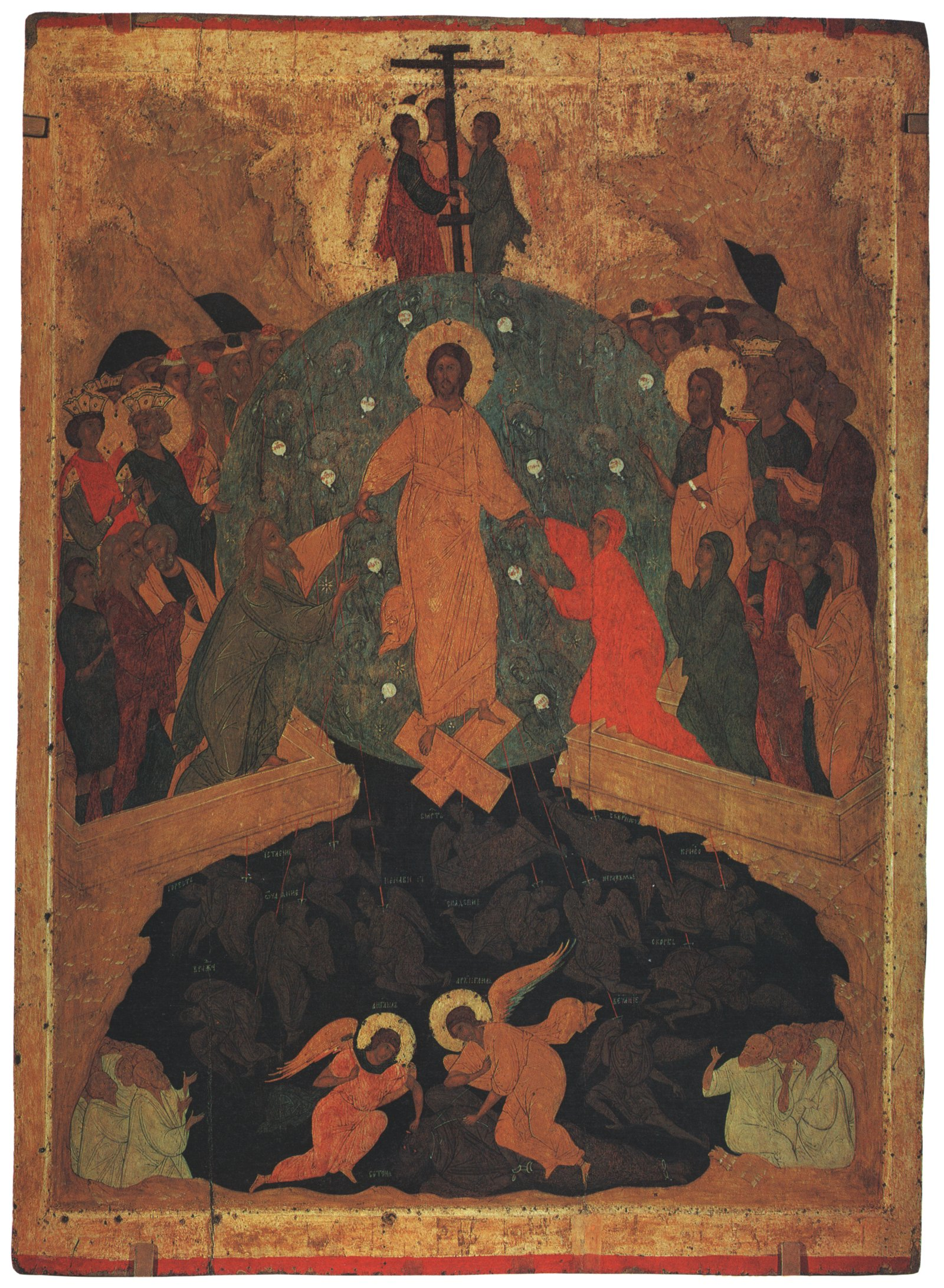
Dionisius, Harrowing of Hell (1495-1504)
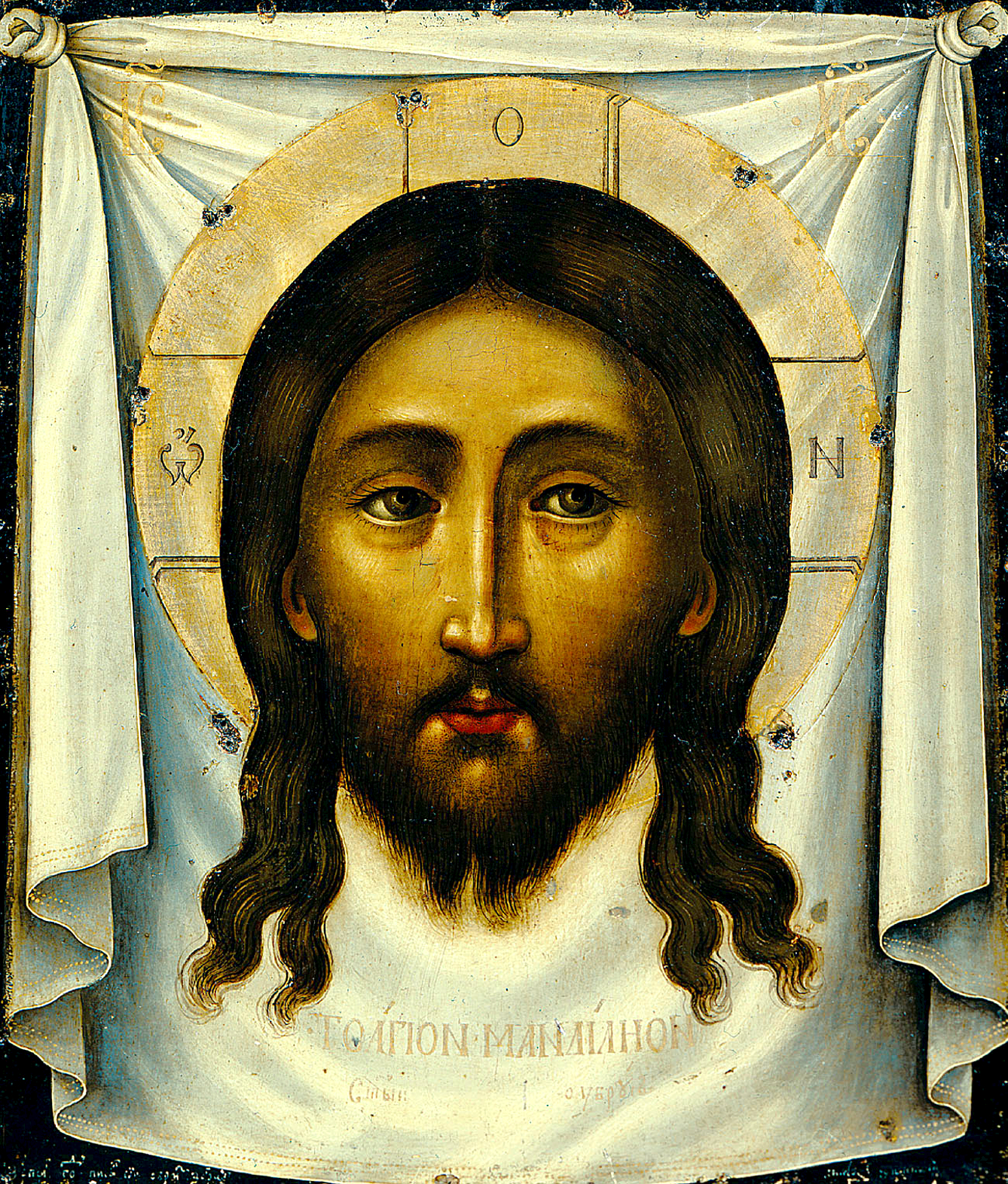
Simon Ushakov, Image of the Saviour Made Without Hands (1658)
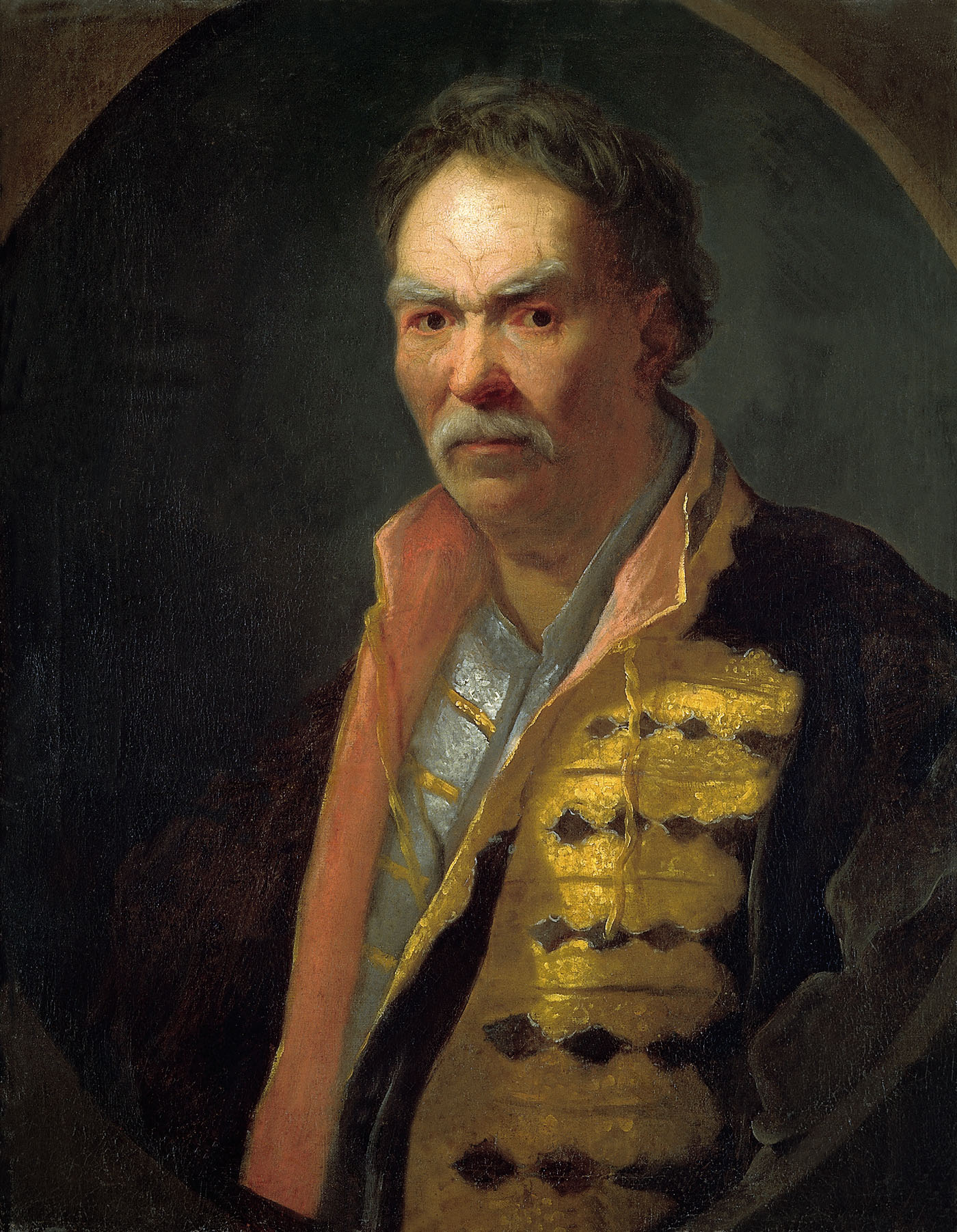
Ivan Nikitin, A Malorossian Hetman (c. 1720s)
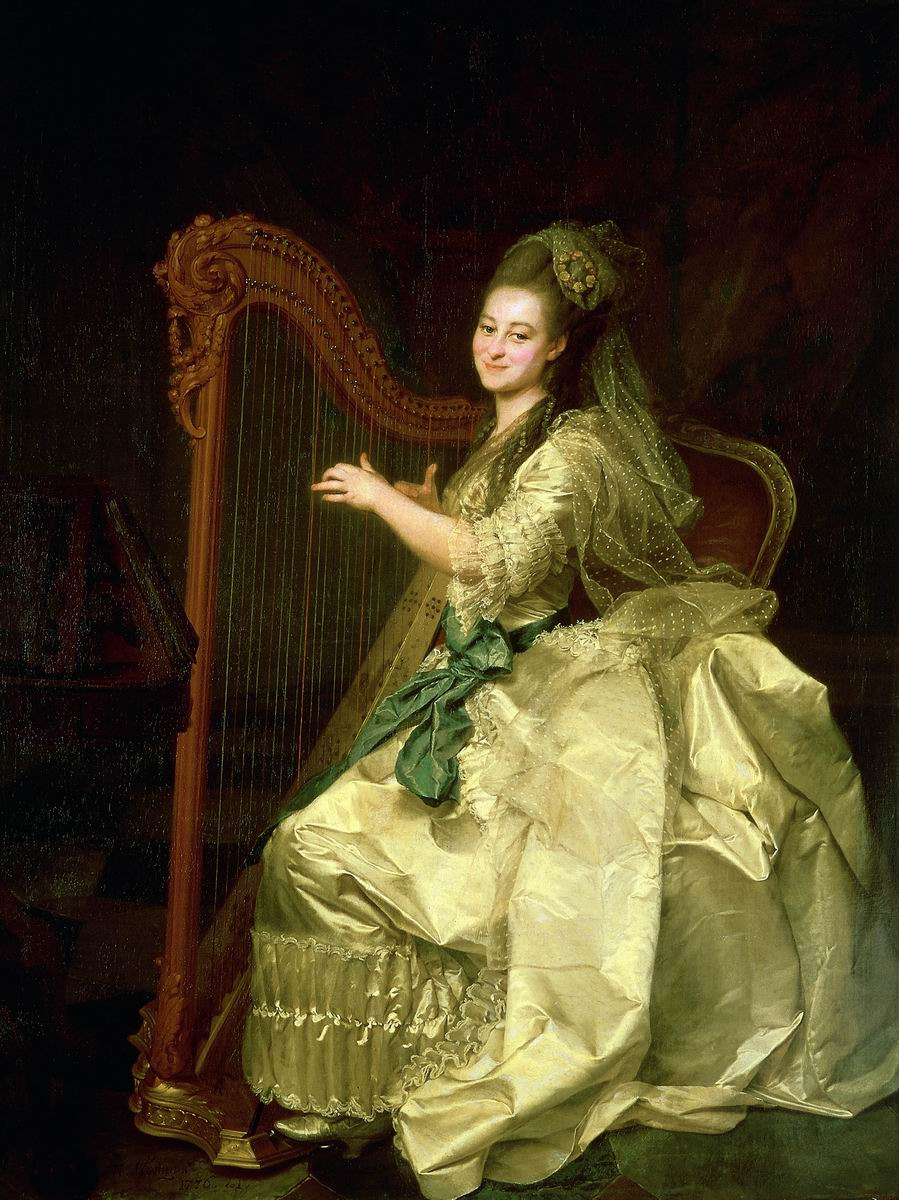
دمیتری لویتسکی، Portrain of Glafira Alymova (1776)
واپسین روز پمپئی ۱۸۳۰ تا ۱۸۳۳ م. اثر کارل بریولوف
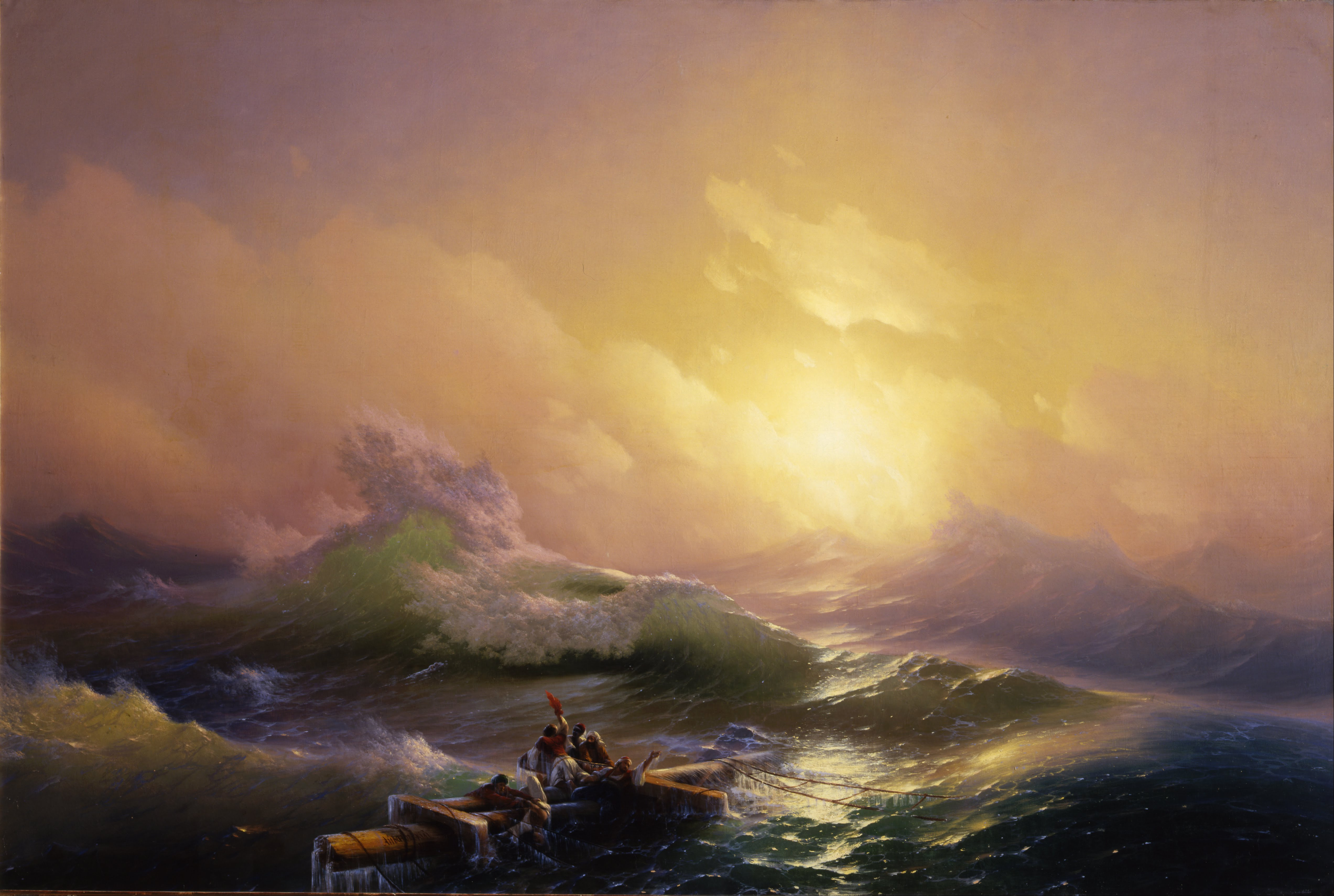
ایوان آیوازوفسکی، موج نهم (۱۸۵۰)
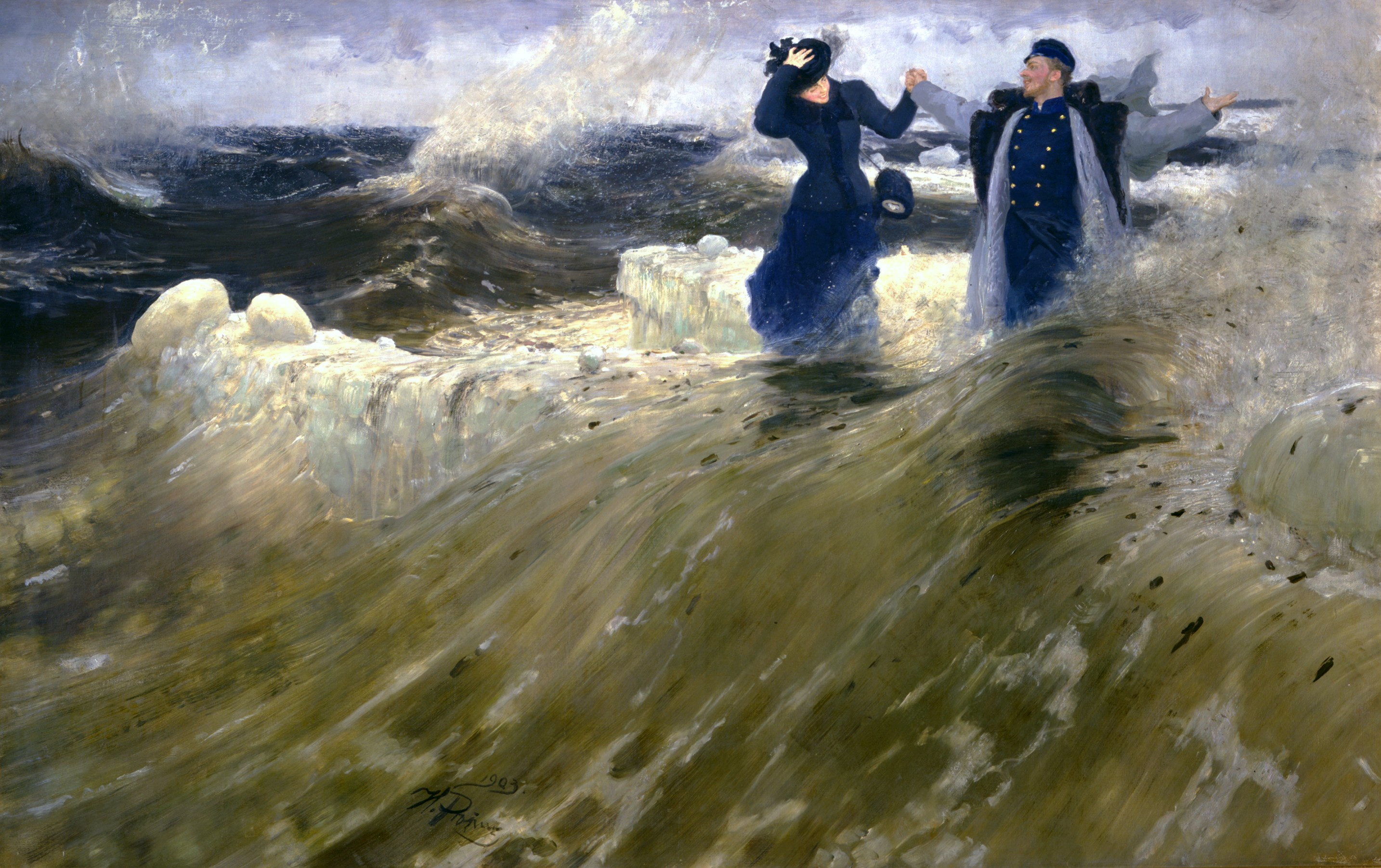
ایلیا رپین، What freedom! (۱۹۰۳).
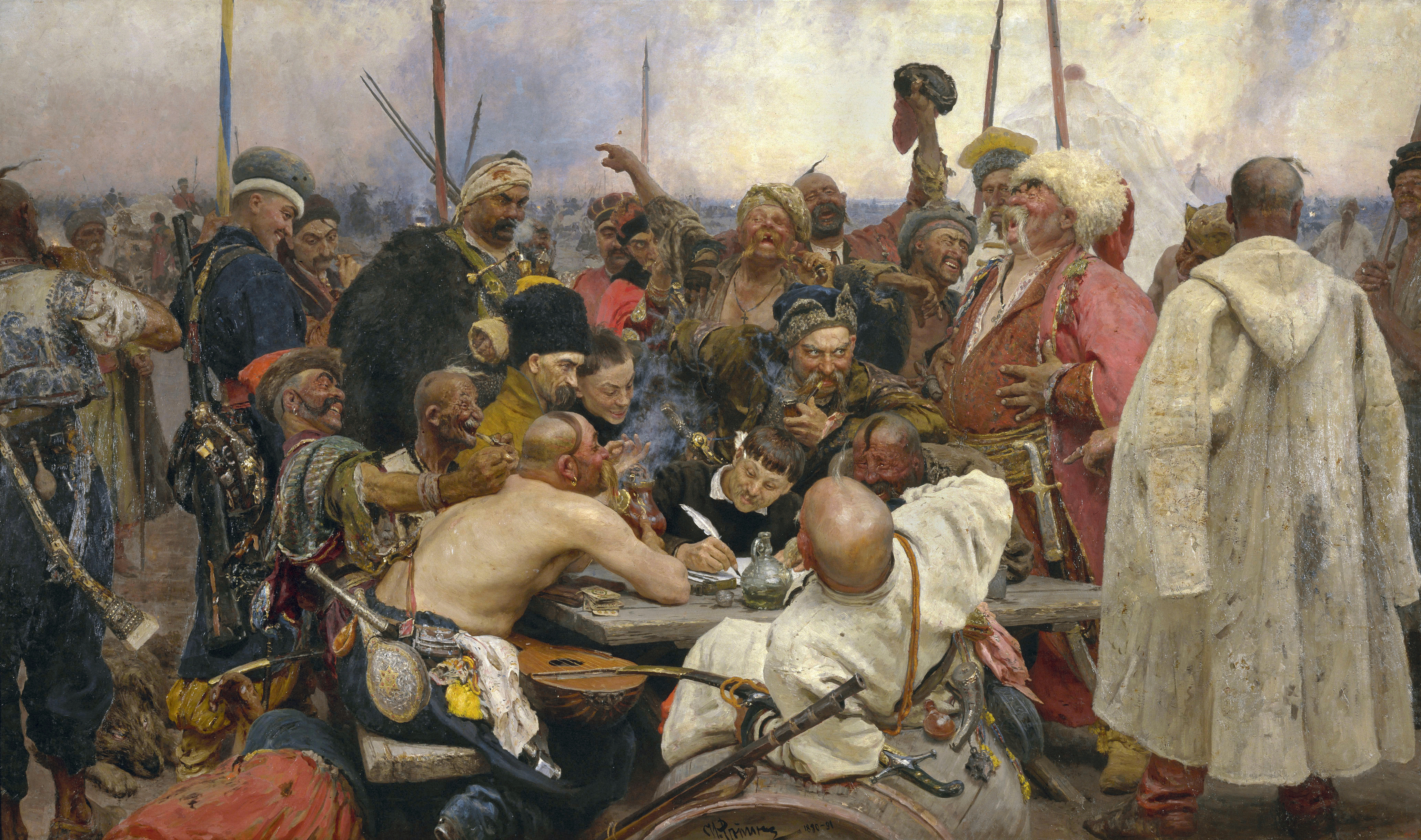
ایلیا رپین، پاسخ کازاک‌های زاپاروژی به محمد چهارم سلطان عثمانی (۱۸۸۰–۹۱)
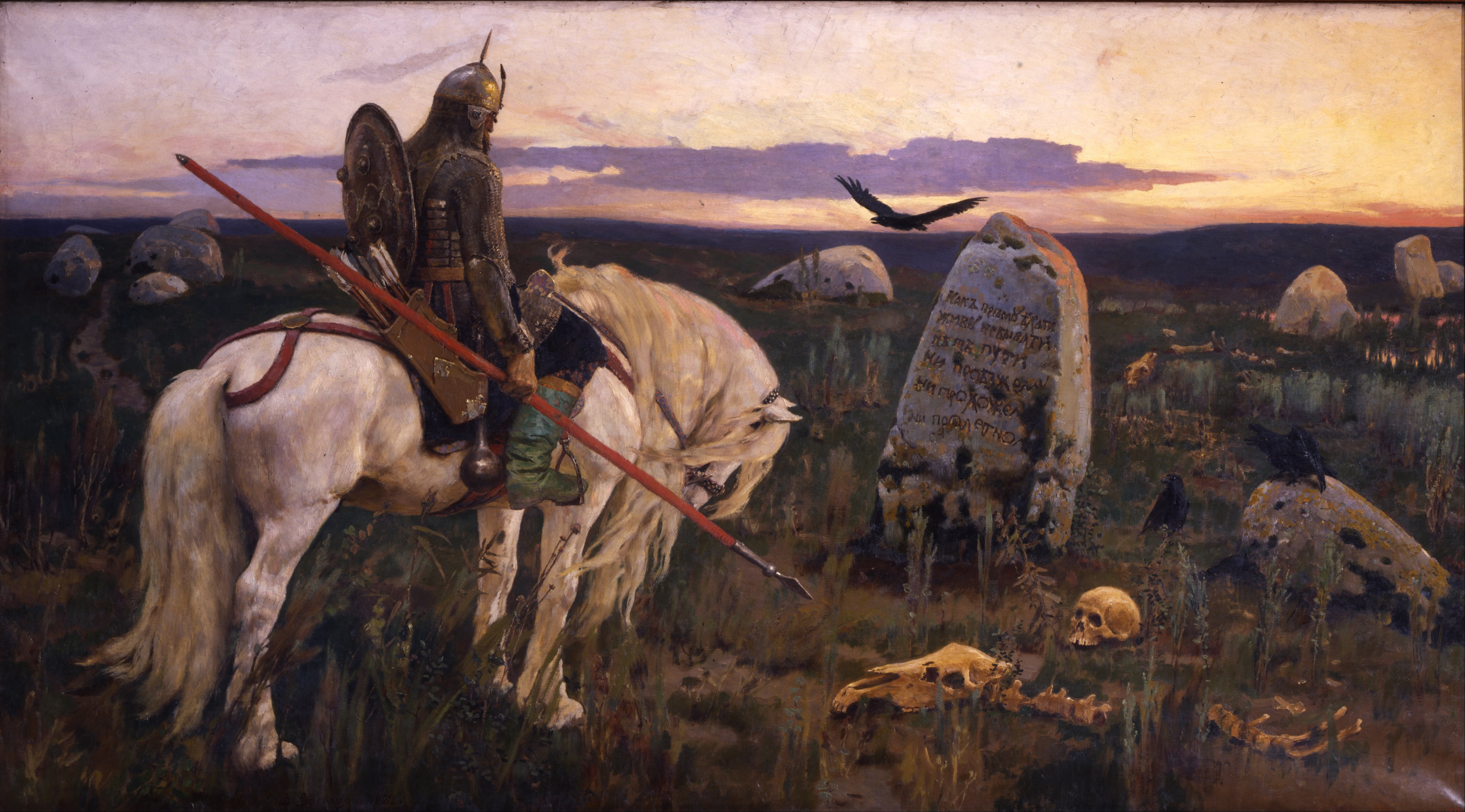
ویکتور واسنتسوف، Knight at the Crossroads (1882)
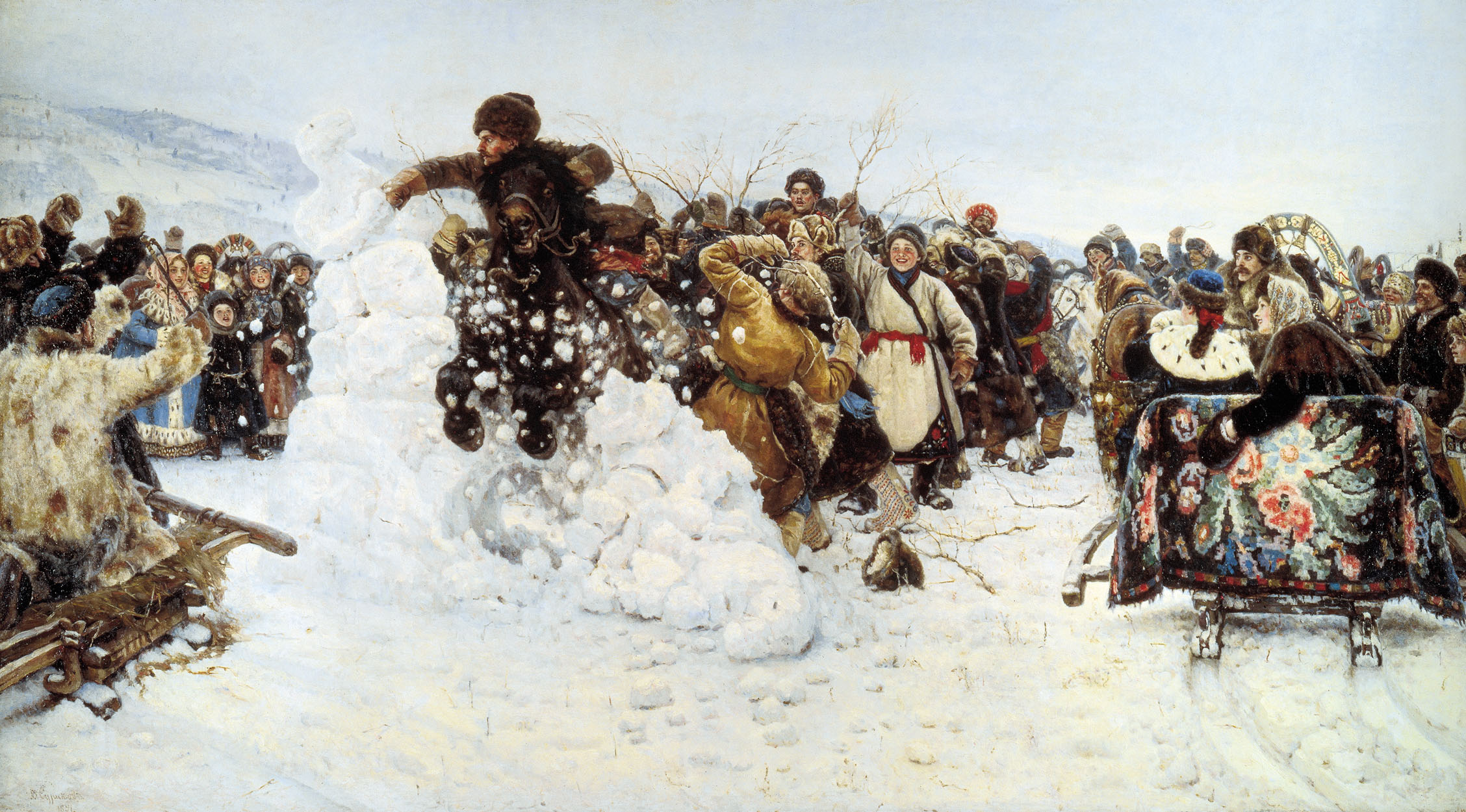
Vasily Surikov, Taking a Snow Town (1891)
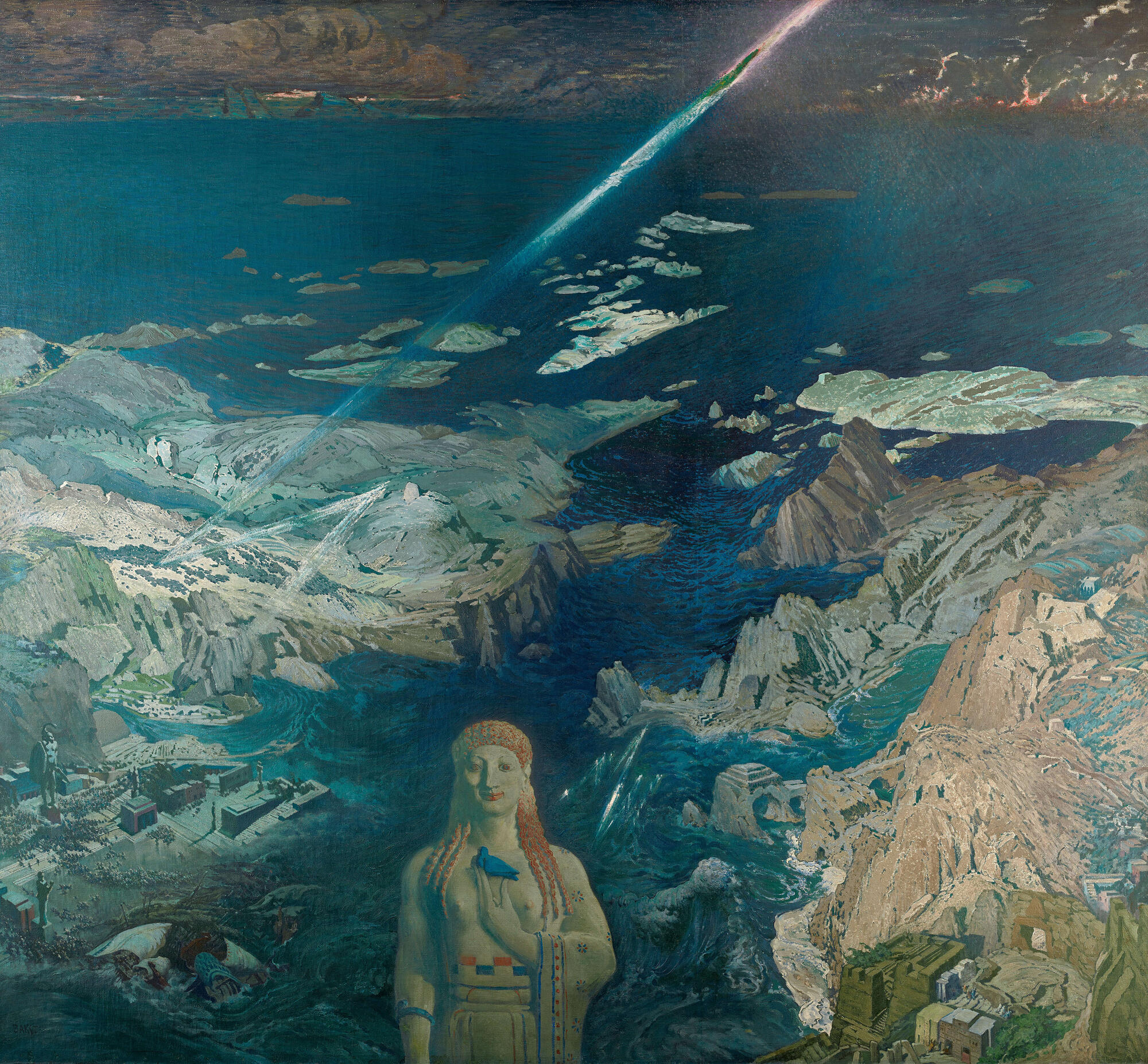
لئون باکست، Ancient Horror (1908)
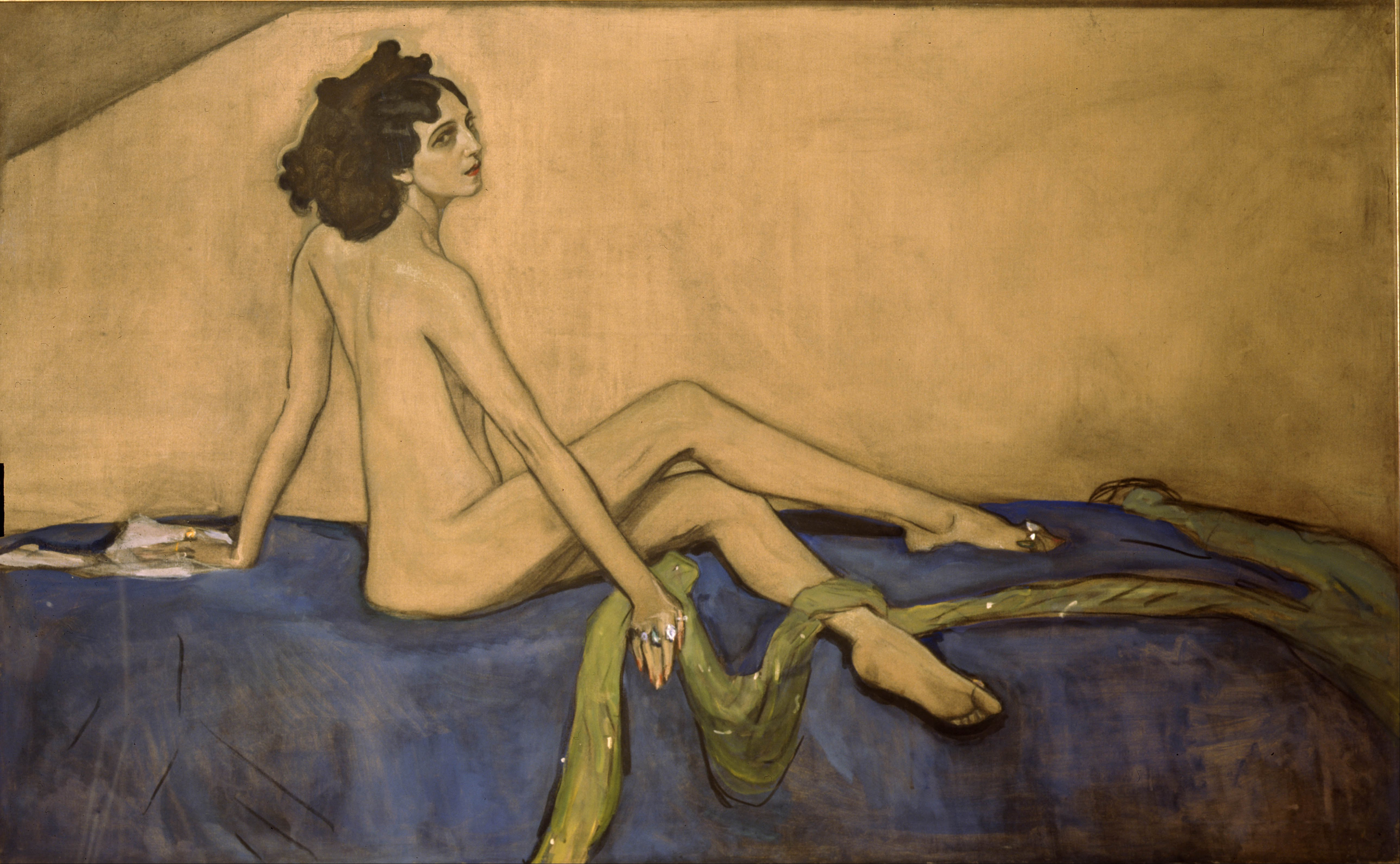
پرترهٔ ایدا روبینشتاین ۱۹۱۰ م. اثر والنتین سروف (ru)
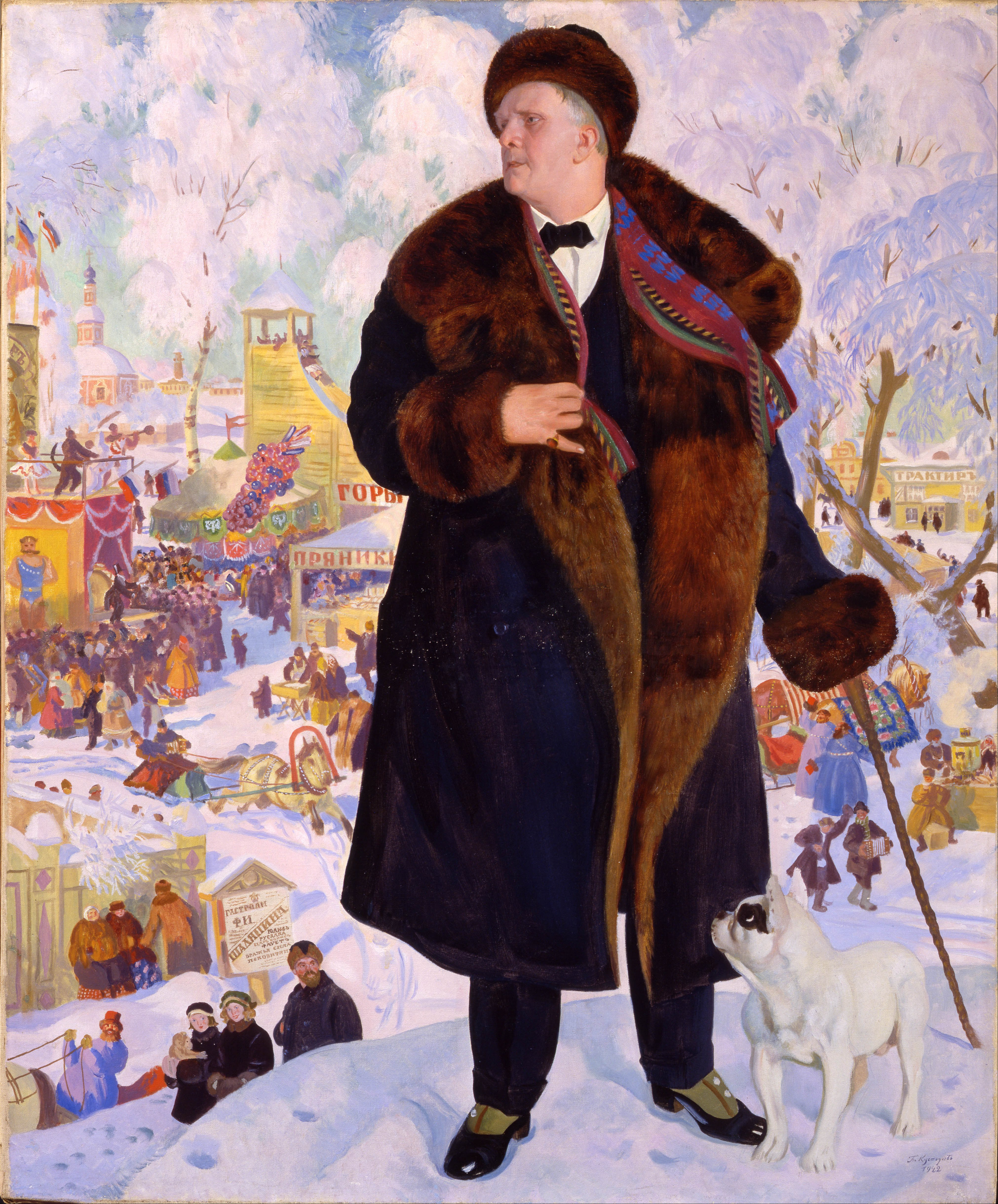
بوریس کوستودیف، Portrait of Chaliapin (1921)
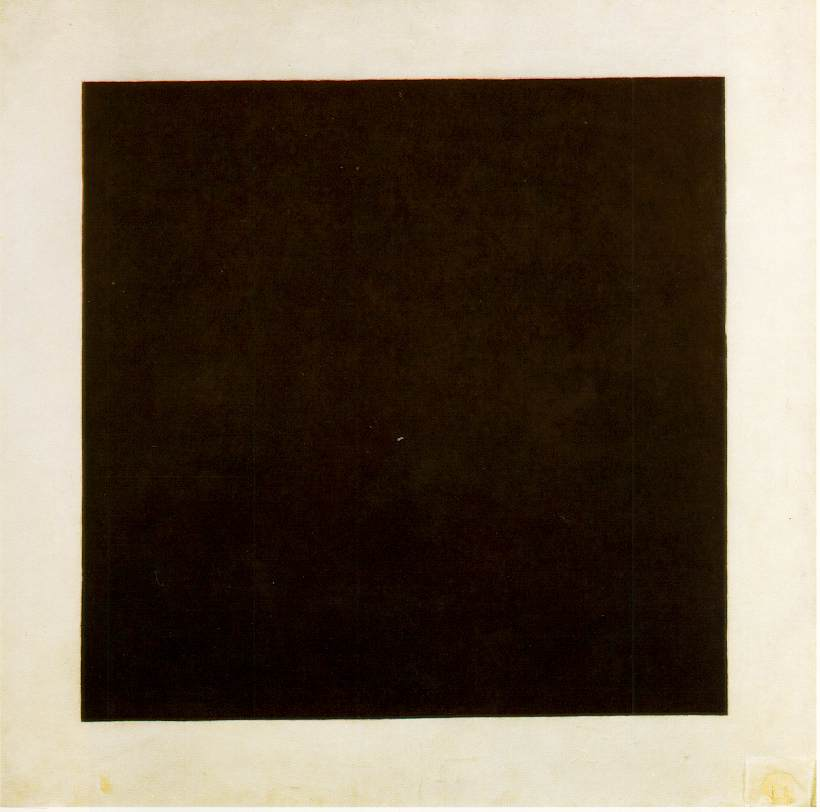
مربع سیاه ۱۹۲۳ م. اثر کازیمیر ماله‌ویچ
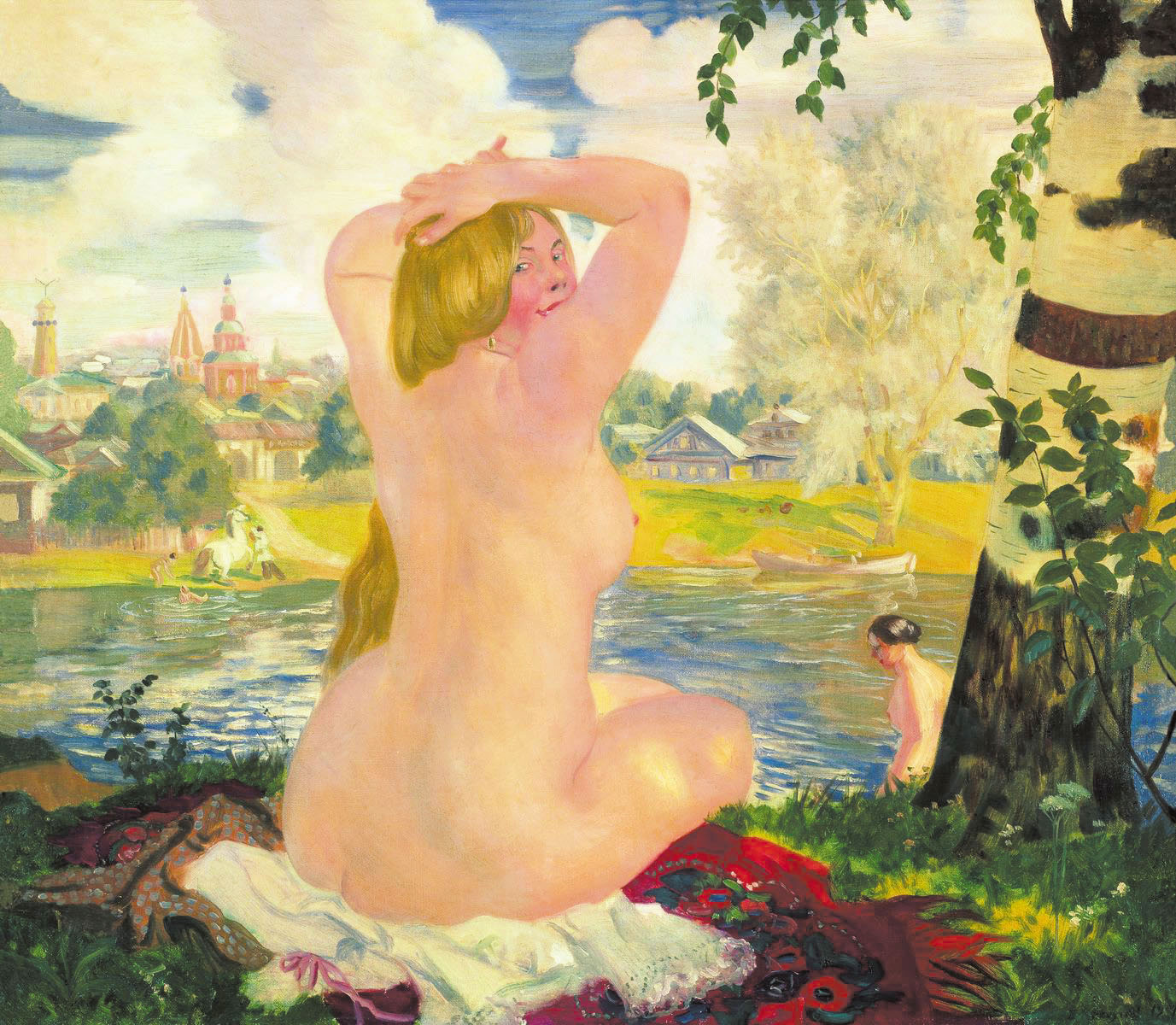
آب‌تنی
۱۹۲۱ م.
اثر بوریس کوستودیف